# Majas al balcón
Majas al balcón es un óleo realizado hacia 1808-1812 por el pintor español Francisco de Goya. Sus dimensiones son de 162 × 107 cm. Se encuentra en la colección particular del barón Rothschild en Suiza. Otra versión de este cuadro que se encuentra en el Museo Metropolitano de Arte de Nueva York se considera una copia. Otra copia, atribuida a Leonardo Alenza, se encuentra en la colección de Pezzoli en París.

## Descripción
Goya volvió a pintar escenas de género durante la Guerra de la Independencia, posiblemente debido a la escasez de encargos. Dos jóvenes majas, elegantemente vestidas, se asoman a un balcón. Detrás de ellas se ven las figuras amenazantes de dos hombres, probablemente proxenetas o clientes. Las figuras claras y adornadas de las mujeres delante contrasta fuertemente con las prendas oscuras y pesadas de los hombres embozados en la sombra detrás. Mostrarse en ventanas y balcones era una forma típica de exhibirse las prostitutas.